# Rhacura pulchra
Rhacura pulchra là một loài chân đều trong họ Janiroidea incertae sedis. Loài này được Richardson miêu tả khoa học năm 1908.